# Oklee
Oklee ist eine Kleinstadt (mit dem Status „City“) im Red Lake County im US-amerikanischen Bundesstaat Minnesota. Das U.S. Census Bureau hat bei der Volkszählung 2020 eine Einwohnerzahl von 413 ermittelt.

## Geografie
Oklee liegt im Nordwesten Minnesotas am Lost River, einem Nebenfluss des in den Red River of the North mündenden Red Lake River. Die geografischen Koordinaten von Oklee sind 47°50′21″ nördlicher Breite und 95°51′16″ westlicher Länge. Der Ort erstreckt sich über eine Fläche von 1,55 km².
Benachbarte Orte von Oklee sind Trail (17,8 km südöstlich), Brooks (13,8 km westsüdwestlich) und Plummer (21,8 km nordwestlich).
Die nächstgelegenen größeren Städte sind Fargo in North Dakota (179 km südwestlich), Grand Forks (109 km westlich), Winnipeg in der kanadischen Provinz Manitoba (278 km nordnordwestlich), Duluth am Oberen See (349 km ostsüdöstlich) und Minneapolis (448 km südöstlich).
Die Grenze zu Kanada befindet sich 139 km nördlich.

## Verkehr
Die Minnesota State Route 122 verläuft in Nord-Süd-Richtung durch Oklee. Alle weiteren Straßen sind untergeordnete und teils unbefestigte Fahrwege sowie innerörtliche Verbindungsstraßen.
In Nordwest-Südost-Richtung verläuft eine Eisenbahnstrecke der Canadian Pacific Railway durch Oklee.
Mit dem Thief River Falls Regional Airport befindet sich 48 km nordwestlich der nächste Regionalflughafen. Die nächsten größeren Flughäfen sind der Hector International Airport in Fargo (182 km südwestlich), der Grand Forks International Airport (123 km westlich), der Winnipeg James Armstrong Richardson International Airport (286 km nordnordwestlich) und der Minneapolis-Saint Paul International Airport (471 km südöstlich).

## Demografische Daten
Nach der Volkszählung im Jahr 2010 lebten in Oklee 435 Menschen in 195 Haushalten. Die Bevölkerungsdichte betrug 280,6 Einwohner pro Quadratkilometer. In den 195 Haushalten lebten statistisch je 2,23 Personen.
Ethnisch betrachtet setzte sich die Bevölkerung zusammen aus 88,3 Prozent Weißen, 9,0 Prozent amerikanischen Ureinwohnern sowie 0,2 Prozent (eine Person) Asiaten; 2,5 Prozent stammten von zwei oder mehr Ethnien ab. Unabhängig von der ethnischen Zugehörigkeit waren 0,7 Prozent der Bevölkerung spanischer oder lateinamerikanischer Abstammung.
24,6 Prozent der Bevölkerung waren unter 18 Jahre alt, 54,0 Prozent waren zwischen 18 und 64 und 21,4 Prozent waren 65 Jahre oder älter. 49,4 Prozent der Bevölkerung war weiblich.

Das mittlere jährliche Einkommen eines Haushalts lag bei 36.563 USD. Das Pro-Kopf-Einkommen betrug 18.036 USD. 12,0 Prozent der Einwohner lebten unterhalb der Armutsgrenze.